# Umweltethik
Die Umweltethik ist die ethische Disziplin, die sich mit dem normativ richtigen und moralisch verantwortbaren Umgang mit der äußeren, nichtmenschlichen Natur befasst. Innerhalb der Umweltethik kann zwischen der philosophisch-ethischen und der politisch-rechtlichen Ebene sowie der praktischen Einzelfallarbeit unterschieden werden. Die geistige Auseinandersetzung auf philosophisch-ethischer Ebene führt zu unterschiedlichen Naturschutzbegründungen, die angeben, an welchen Werten sich menschliches Handeln gegenüber Natur orientieren soll.
Die Umweltethik ist ein relativ neuer Bereich der angewandten Ethik. Deshalb werden einige Begrifflichkeiten noch unterschiedlich gebraucht. Oft wird die Umweltethik beispielsweise auch als ökologische Ethik oder irrtümlich als Umweltphilosophie bezeichnet. Wichtige Teilbereiche der Umweltethik sind
- die Tierethik, die sich mit dem moralisch verantwortbaren Umgang mit Tieren befasst;
- die Naturethik, die den Umgang mit biologischen Einheiten wie Populationen, Arten, Biotopen, Ökosystemen oder Landschaften betrifft;
- die Umweltethik im engeren Sinne, die sich mit dem Umgang mit natürlichen Ressourcen und Umweltmedien (beispielsweise Wasser, Boden, Klima, genetische Vielfalt) beschäftigt.

## Verschiedene Positionen
Eine zentrale Frage der Umweltethik ist, welchen natürlichen Wesen oder Dingen ein absoluter Selbst- oder Eigenwert beigemessen werden sollte, welchen natürlichen Entitäten gegenüber also – wie gegenüber menschlichen Personen – eine moralische Verpflichtung um ihrer selbst willen besteht (Inklusionsproblem). Hierzu gibt es unterschiedliche Positionen. Grundsätzlich kann unterschieden werden zwischen Anthropozentrismus, Theozentrismus und Physiozentrismus.
Im Anthropozentrismus bestehen moralische Verpflichtungen nur gegenüber Menschen; Natur ist nur schützenswert, sofern dies im instrumentellen oder auch nicht-instrumentellen (ästhetischen, symbolischen, identitätsstiftenden etc.) Interesse von Menschen ist. Anthropozentrische Positionen berücksichtigen die moralisch relevanten Interessen von Menschen, die auch zukünftige Generationen umfassen können. Eine wichtige anthropozentrische Position ist die Naturästhetik, die dem menschlichen Interesse am ästhetischen Wert der Natur eine hohe Bedeutung beimisst.
Im Theozentrismus gilt Natur als schützenswert nicht um ihrer selbst willen, sondern weil sie Wohnort, Schöpfung etc. eines göttlichen Wesens ist.
Im Physiozentrismus wird auch natürlichen Entitäten moralischer Selbstwert zugeschrieben. Während der so genannte Pathozentrismus (nur) allen schmerzempfindlichen Wesen moralischen Selbstwert zuschreibt, gehen Biozentrismus und Ökozentrismus bzw. Holismus darüber hinaus. Im Biozentrismus werden alle lebendigen Wesen als moralisch wertvoll betrachtet. Im Ökozentrismus steht das außermenschliche Haus, in dem die Lebewesen leben, im Mittelpunkt des ethischen Interesses, da das Individuum nicht ohne Umwelt und Umgebung auskommt. Im Holismus werden alle Systeme und Lebewesen sowie nicht individuelle Wesenheiten der Natur (z. B. Arten, Ökosysteme oder die Biosphäre in ihrer Gesamtheit) zum moralischen Objekt erhoben.
Die biotische Ethik ist ein Zweig der Ethik, der nicht nur Arten und Biosphären, sondern auch das Leben selbst schätzt. Auf dieser Grundlage definiert die biotische Ethik als einen menschlichen Zweck, das Leben zu sichern und zu verbreiten. Die panbiotische Ethik erweitert diese Prinzipien auf den Weltraum und versucht, das Leben in der Galaxie zu sichern und zu erweitern, beispielsweise durch gerichtete Panspermie.

## Kritikpunkte
Keine der Schlussfolgerungen von Naturschutzbegründungen sind zwingend, da sie nur naheliegend gegenüber ihren Alternativen sind. Diese Naturschutzbegründungen reichen nicht aus, um die ökologischen Probleme zu lösen, und aus ihnen können keine direkten Naturschutzziele abgeleitet werden. Sie bieten Staatsbürgern in der Praxis jedoch die notwendigen Begründungen und Einsichten, die auf der politisch-rechtlichen und der kasuistischen Ebene des Einzelfalls diskutiert und umgesetzt werden können. Die Umweltethik ersetzt damit aber keine sozialen und aktiven Bewegungen und würde ohne diese einem isolierten Spezialdiskurs gleichkommen.
Die Umweltethik kann zwar keinen Letztbeweis für den Eigenwert der Natur liefern, sie bietet aber eine ganze Reihe verschiedener Argumente, die für einen schonenden Umgang mit Natur und Umwelt sprechen (siehe auch: Argument der letzten Person). Nicht zuletzt sind hier Pflichten gegenüber zukünftigen Generationen und naturästhetische Argumente zu nennen. Sie unterscheidet sich von der Umweltphilosophie insofern, als diese nur Erklärungsmodelle, aber keine Handlungsrichtlinien liefert.

## Professuren und Studiengänge
Als erste ihrer Art 1997 eingerichtet, existiert am Institut für Botanik und Landschaftsökologie der Universität Greifswald eine Professur für Umweltethik. Sie wurde von 1997 bis 2012 von Konrad Ott bekleidet. An der Universität Kiel ist eine Professur für Philosophie und Ethik der Umwelt eingerichtet. Die Universität Bonn hat 2023 eine Professur für Umweltethik ausgeschrieben.
Die Universität Augsburg bietet Umweltethik als Masterstudiengang an.